# Friedrich Christoph von Gemmingen

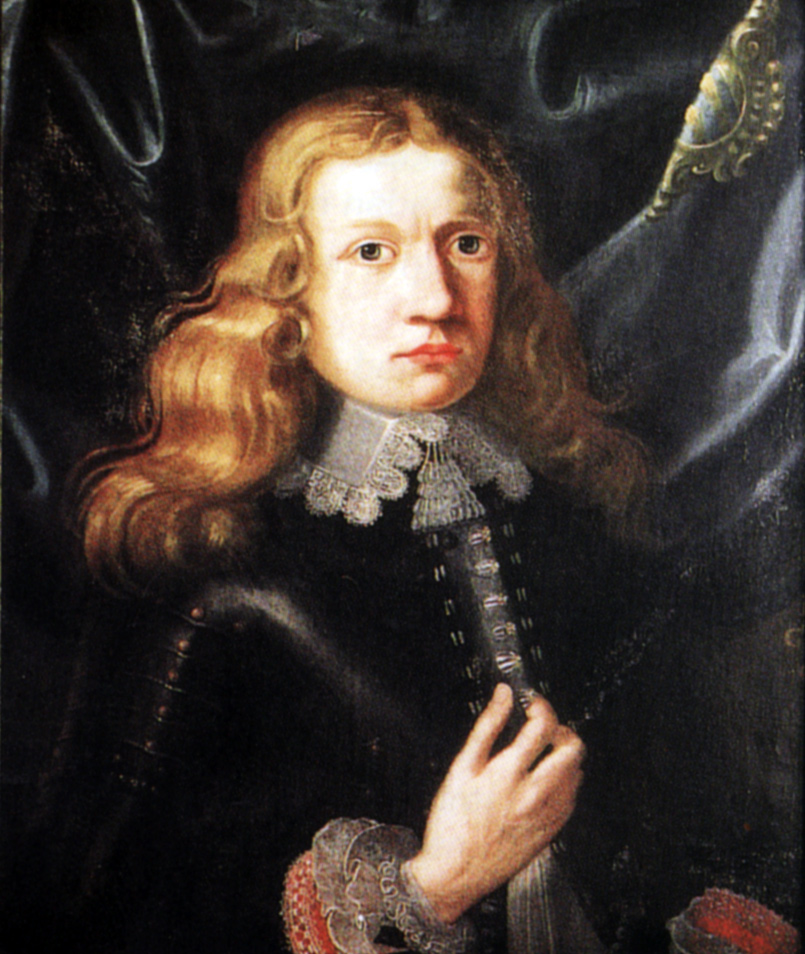
Friedrich Christoph von Gemmingen

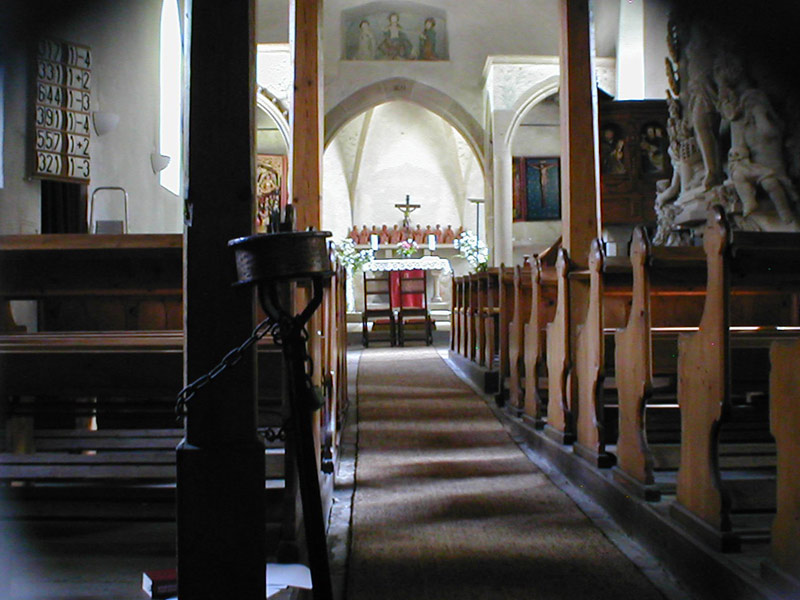
Blick in die Burgkapelle von Burg Guttenberg, rechts ist das lebensgroße Standbild Friedrich Christophs zu sehen.

Friedrich Christoph von Gemmingen (* 14. Juni 1670; † 14. Oktober 1702 bei Hüningen) war Kammerjunker und Oberstallmeister bei Markgraf Friedrich Magnus von Baden-Durlach. Er fiel in der Schlacht bei Friedlingen. In der Burgkapelle von Burg Guttenberg wurde ihm ein prachtvolles Epitaph errichtet.

## Leben
Er war ein Sohn des Wolf Friedrich von Gemmingen (1644–1690) und der Eva Maria Göler von Ravensburg (1639–1691). In seiner Kindheit überlebte er einen schweren Sturz von einem hölzernen Verbindungsgang auf Burg Guttenberg. Später besuchte er die Schule in Heidelberg, bevor er 1687 mit seinem Vetter, dem Landvogt von Rötteln, nach Basel kam, wo er Sprachen, Mathematik und freie Künste studierte. Im Pfälzischen Erbfolgekrieg verschleppten die Franzosen 1689 Friedrich Christophs Vater. Friedrich Christoph bot sich im Austausch selbst als Geisel an und blieb in französischer Gefangenschaft bis zur Zahlung der geforderten Kontribution. Danach trat er als Cornet einer Reiterkompanie den Truppen des schwäbischen Reichskreises bei. Vom Vater erbte er wenig später ein Drittel an Bonfeld. Markgraf Friedrich Magnus von Baden-Durlach ernannte ihn 1691 zum Hauptmann eines Dragonerregiments. Bei einem Gefecht gegen die Franzosen im Kinzigtal erlitt Friedrich Christoph schwerste Verwundungen, von denen er zeitlebens große Schmerzen zurückbehielt. 1692 wurde er Kammerjunker des Markgrafen, 1699 Obristwachtmeister und 1700 Oberstallmeister. Bei erneuten Einfällen der Franzosen gelang ihm 1701 mit 500 Reitern die Verteidigung der Herrschaft Rötteln. Bei einem neuerlichen Gefecht mit den Franzosen, der Schlacht bei Friedlingen zwischen Weil am Rhein und Haltingen, fiel er am 14. Oktober 1702. Seine Leiche wurde trotz genauer Untersuchung der Gefallenen nicht gefunden und ist vermutlich mit gefallenen Franzosen in Hüningen begraben worden. Mehrere Herrscherhöfe bemühten sich danach um die Anstellung seiner Witwe als Hofdame, was diese mit Rücksicht auf die Erziehung ihrer eigenen Kinder abgelehnt hat: der älteste Sohn Friedrich Casimir war beim Tod des Vaters 8 Jahre alt, der jüngste Sohn Philipp gerade erst drei Monate.

## Epitaph
In der Burgkapelle von Burg Guttenberg hat ihm seine Witwe Benedikta Helena ein prachtvolles Epitaph gestiftet, das ein lebensgroßes plastisches Ritterstandbild mit Kriegstrophäen zeigt. Das Standbild ist vom Allianzwappen Gemmingen-Gemmingen bekrönt und gilt als Werk eines tüchtigen Bildhauers.

## Familie
Er war ab 1692 verheiratet mit Benedikta Helena von Gemmingen-Hornberg (1674–1746), einer Tochter des baden-durlachschen Geheimratspräsidenten Reinhard von Gemmingen (1645–1707). Die Söhne begründeten die Zweige Bonfeld Oberschloss, Bonfed Unterschloss und Guttenberg innerhalb des 2. Astes (Bonfeld) der II. Linie (Gemmingen, Guttenberg) der Freiherren von Gemmingen.
Nachkommen:
- Friedrich Casimir (1694–1744) ⚭ Eleonore von Woellwarth (1718–1783), 1. Zweig (Bonfeld Oberschloss)
- Benedikta Augusta (1696–1759)
- Reinhard (1698–1773) ⚭ Maria Magdalena von Bärenfels (1708–1780), 2. Zweig (Bonfeld Unterschloss)
- Maria Anna Elisabetha (1700–1767) ⚭ Friedrich August von Hardenberg (1700–1768)
- Philipp (1702–1785) ⚭ Elisabeth Margaretha von Racknitz, 3. Zweig (Guttenberg)